# Парк (фільм)
Парк — радянський художній фільм 1983 року, знятий кіностудією «Азербайджанфільм».

## Сюжет
Практицизм і егоїзм не принесли Другу успіхів і благополуччя, до яких він так прагнув. І тепер вся надія тільки на Марата, бригадира нафтовиків, який хоч і знав його добре з самого дитинства, але експеримент, який обіцяє значне збільшення нафти, повинен дозволити. Адже тоді Марат отримає премію, а він, у разі успіху, захистить дисертацію. З цією пропозицією Друг і відвідав Марата, стурбованого, як ніколи, поточним планом нафтовидобутку…

## У ролях
- Фахраддін Манафов — Марат
- Галина Бєляєва — Віка
- Микаїл Керімов — друг
- Станіслав Садальський — Щасливчик
- Аббас Кязімов — письменник
- Олександр Калягін — Гена
- Галина Польських — Матісс
- Мабут Магеррамов — Алік
- Тофік Шабанов — Вагіф
- Тофік Турабов — завідувач промислу (озвучив Фелікс Яворський)
- Таїр Яхін — епізод
- Тамара Уржумова — епізод
- Натаван Мамедова — епізод
- Андрій Мягков — епізод
- Хазрі Рагімов — епізод
- Рафік Карімов — епізод
- Микола Кузьмін — епізод
- Гасанага Турабов — епізод
- Рафік Алієв — друг Марата

## Знімальна група
- Режисер — Расім Оджагов
- Сценарист — Рустам Ібрагімбеков
- Оператори — Юрій Воронцов, Рафік Камбаров
- Композитор — Емін Махмудов
- Художник — Фікрет Багіров